# So Many Tears
So Many Tears is een nummer van de Amerikaanse rapper 2Pac uit 1995. Het is de tweede single van zijn derde studioalbum Me Against the World.
Het nummer is bevat een sample uit That Girl van Stevie Wonder. "So Many Tears" is een autobiografisch nummer waarin 2Pac zich kwetsbaar opstelt. Hij heeft het over het zinloze geweld dat zijn jeugd kenmerkte, maar ook over zijn innerlijke problemen. Het nummer werd enkel een kleine hit in Amerika, waar het een bescheiden 44e positie bereikte in de Billboard Hot 100. Hoewel het nummer in Nederland buiten de hitlijsten viel, geniet het er wel kleine bekendheid.

## Tracklijst
- Maxi-single

1. "So Many Tears"
2. "So Many Tears" (Key of Z Remix)
3. "So Many Tears" (Reminizim' Remix)
4. "Hard to Imagine" van Dramacydal
5. "If I Die 2Nite"

- Promosingle

1. "So Many Tears"
2. "So Many Tears" (Key of Z Remix)
3. "So Many Tears" (Reminizm' Remix)
4. "If I Die 2Nite"